# Елецкий Успенский монастырь
Еле́цкий Успе́нский монасты́рь (укр. Єлецький Успенський монастир) — православный мужской монастырь Черниговской епархии Украинской православной церкви, расположенный в городе Чернигове. Исторически являлся женским монастырём; после возобновления (с 1992) — мужской
Один из первых и наиболее богатых монастырей Киевской Руси. Возведение соборного Успенского храма связано с именем родоначальника династии Ольговичей, черниговского князя Олега Святославича (ум. 1115). Этот памятник почти целиком дошёл до нашего времени, хотя и с позднейшими наслоениями в стиле украинского барокко.

## Местоположение и архитектура
Елецкий Успенский монастырь расположен на правом, высоком берегу реки Десна, между территорией бывшего черниговского детинца и находившимся поблизости Троице-Ильинским монастырём. Елецкий монастырь входит в число историко-архитектурных достопримечательностей Чернигова. К архитектурному ансамблю монастыря относятся:
- Успенский собор строился на рубеже XI и XII веков (точная дата неизвестна) по образцу одноимённого храма Печерского монастыря в Киеве. Это один из первых на Руси храмов, при строительстве которых применялась равнослойная кладка.[1] Чтобы компенсировать потерю декоративности фасадов, зодчие провели их затирку с последующей разбивкой поверхности на манер белокаменных квадров. Отличие от киевского храма в том, что с трёх сторон имелись небольшие притворы, а в юго-западном углу была устроена часовенка с апсидкой — наподобие тех, что известны по памятникам Старой Рязани. Фресковая живопись XII века отличается высокой художественностью, но сохранилась очень фрагментарно. В XVII веке собор был обновлён в стиле барокко, купола переложены.
- Придельная церковь св. апостола Иакова — усыпальница Якова Кондратьевича Лизогуба, 1689 года постройки (освящена 14 сентября 1701 г.). Находится с южной стороны собора
- Надвратная колокольня высотой в 36 метров (1670-75 годов). Возведена на месте более ранней, деревянной колокольни
- Трапезная и Петропавловская церковь XVIII века, построенная над Елецкими пещерами (1069 года) и кельи того же периода (наиболее раннее кирпичное жилое строение на Левобережной Украине)
- Каменные защитные стены
- Руины дома игумена XVIII века
- Деревянный дом святителя Феодосия Черниговского (1688) — старейшая деревянная постройка Левобережной Украины.

Гора, на которой стоит Елецкий Успенский монастырь, изрыта и пронизана множеством подземных ходов, пещерами и катакомбами. Так, подземная галерея длиной в 70 метров соединяет Успенский собор и Петропавловскую церковь. На территории монастыря похоронены выдающиеся деятели российской и украинской истории и культуры — А. С. Милорадович, Леонтий Полуботок, Яков Лизогуб. Рядом с монастырским комплексом находится археологический памятник середины X века, курган Чёрная могила.

## История

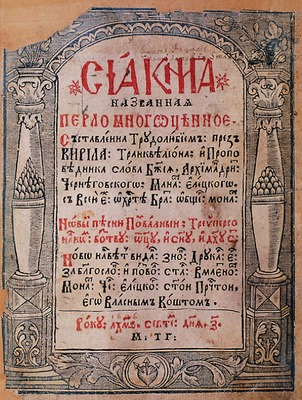
Перло многоценное.
Чернигов. 1646. Титульный лист.

Согласно изложенному в летописях преданию, Елецкий Успенский мужской монастырь был основан на месте чудесно найденной на одной из елей 3 февраля (или 3 ноября) 1060 иконы Пресвятой Богородицы. От этих елей получили название и икона и обитель. Основателем монастыря считается киевский князь Святослав Ярославич. В 1069 в этом монастыре жил «отец русского монашества» преподобный Антоний Печерский. В середине XII столетия на том месте, где нашли святую икону, строится 25-метровый Успенский собор.
В 1239, в ходе монголо-татарского нашествия монастырь был разграблен и разорён. С 1445 года Черниговом владел князь Иван Можайский, который начал восстановление черниговских святынь. Тогда же был отремонтирован и Елецкий монастырь.
В начале XVI века, по итогам русско-литовской войны, Чернигов вошёл в состав Русского государства. Из-за своего пограничного положения Чернигов становился объектом множества походов и осад, в ходе которых страдал и Елецкий Успенский монастырь, находившийся за пределами городских укреплений. Он был разграблен при польско-литовской осаде 1579 года, но наибольшие разрушения и утраты имели место в Смутное время в ходе разорения Чернигова польскими отрядами Самуила Горностая. Обвалились купола и стены монастырских храмов, была безвозвратно утрачена древняя Елецко-Черниговская икона Богородицы. Уцелевшие монахи бежали в Москву. Попытка Горностая вывезти тяжёлые монастырские колокола окончилась неудачей.
После того, как по Деулинскому договору в 1618 году Чернигов отошёл к Речи Посполитой, польские власти передали монастырь униатам, которые его отремонтировали и восстановили. Униатский игумен Елецкого монастыря Кирилл Транквиллион-Ставровецкий напечатал в 1646 году первую в Чернигове книгу — своё сочинение Перло многоценное.
В 1649 году поляки были из Чернигова окончательно изгнаны, и монастырь вновь становится православным. Среди его игуменов были такие церковные и культурные деятели, как Димитрий Ростовский, Лазарь Баранович, Феодосий Черниговский, Иоанникий Галятовский, и другие. Последний реконструировал Успенский собор, построил трапезную Петропавловскую церковь, устроил в монастыре библиотеку и заказал пышный иконостас (погиб от зажигательной бомбы в 1941 году).
В первой половине XVII столетия иноком монастыря Сергием составлено «Слово о некоем старце», рассказывающее о паломничестве в Святую землю.
Монастырь был богатым собственником: до 1786 года, когда на юг России была распространена секуляризация монастырских вотчин, Елецкому монастырю принадлежали почти 2,5 тысячи крепостных душ, 8 трактиров, винокурня, 9 мельниц, 7 пекарен и т. д.
С 1823 по 1828 год настоятелем Елецкого Успенского монастыря был архимандрит Иероним (Визерский), который, согласно Русскому биографическому словарю, «привел его в отличное во всех отношениях состояние».
В 1921 году Елецкий Успенский мужской монастырь был закрыт.
В 1992 году комплекс монастыря вновь был передан церкви и возобновлён уже как женский. В период 2012—2013 годов украинская художница О. В. Ляшенко написала иконы для иконостаса монастырской церкви.